# Dalby Sogn (Kolding Kommune)
 For alternative betydninger, se Dalby Sogn. (Se også artikler, som begynder med Dalby Sogn)
Dalby Sogn er et sogn i Kolding Provsti (Haderslev Stift).
I 1800-tallet var Dalby Sogn anneks til Vonsild Sogn. Begge sogne hørte til Nørre Tyrstrup Herred i Vejle Amt. Trods annekteringen udgjorde de hver sin sognekommune. Ved kommunalreformen i 1970 blev både Vonsild og Dalby indlemmet i Kolding Kommune.
I Dalby Sogn ligger Dalby Kirke.
I sognet findes følgende autoriserede stednavne:
- Dalby (bebyggelse, ejerlav)
- Dalbygård (landbrugsejendom)
- Højgård (landbrugsejendom)
- Lindgård (landbrugsejendom)
- Rebæk (bebyggelse)
- Strårup (landbrugsejendom)
- Tved (bebyggelse, ejerlav)